# La estatua del Jardín Botánico
«La estatua del Jardín Botánico» es una canción del grupo de pop-rock español Radio Futura.

## Descripción
Se trata de la última colaboración del grupo con la discográfica Hispavox. El sencillo supuso el relanzamiento de la banda tras dos años sin editar nuevos temas y tras la remodelación de la banda con la salida de Herminio Molero.
Críticos como Juan Puchades han encontrado en el tema el paso definitivo de la influencia de la nueva ola a lo que ya se conoció plenamente como Movida Madrileña, interpretando además el sentido de la letra como la transición del mundo antiguo representado por el Jardín Botánico, al nuevo simbolizado por el personaje robótico que representa la Estatua.
Según declaraciones del autor, Santiago Auserón, la inspiración del tema le vino con la lectura de la Monadología de Gottfried Leibniz y la música de Another Green World de Brian Eno.
El tema ha sido clasificado por la revista Rolling Stone en el número 21 de las 200 mejores canciones del pop-rock español, según el ranking publicado en 2010. y se la ha calificado con todo tipo de híperboles como clásico de su tiempo canción histórica, single glorioso y una de las mejores canciones que se han hecho nunca dentro de nuestras fronteras.
Supone además una evolución de su etapa anterior, más comercial, a una nueva fase más comprometida con el rock experimental.
En la cara B del sencillo se incluyó el tema Rompeolas.

## Videoclip
Se trata del primer videoclip realizado en España. Se rodó en diferentes localidades catalanas (Cardedeu, Bagur, Olot, Castelldefels) y fue realizado  por Sergi Capellas y la productora RCR, con guion de José A. Maíllo y Radio Futura.
Su estética, como la propia canción, "juega constantemente con imágenes de un futuro artificial", bebiendo del futurismo propio de la Movida: una estatua metálica (Santiago) baja de su pedestal para enfrentarse a exóticos personajes acreditados como "mutante" (Enrique), "agente oscuro" (Luis) o "mecánico" (Solrac). Se ha señalado la vinculación estética del clip con el del tema «Ashes to Ashes» (1980), de uno de los referentes de esta primera etapa del grupo, David Bowie.

## Versiones
Enrique Bunbury ha utilizado un fragmento de esta canción como introducción de la canción "Alicia (Expulsada al país de las Maravillas)", versión en vivo dentro de su gira "Pequeño Cabaret Ambulante" de su clásico tema solista tras la ruptura con Héroes del Silencio. 
Sole Giménez la incluyó en Ojalá, su álbum en solitario publicado en 2003.
Asimismo, versionada por Álex Ubago para el álbum homenaje a Radio Futura Arde la calle, publicado en 2004.
En 2010, fue versionada por la cantante Beth y el humorista José Corbacho para el disco Voces X1Fin: Juntos por Malí.